# Rincón del Obispo
Rincón del Obispo és una pedania del municipi de Coria, a la província de Càceres, comunitat autònoma d'Extremadura, Espanya. Va ser fundada entre els anys 1960 i 1968 com a poblat de colonització dins el pla de regadiu de les hortes del riu Alagón. Tot i ser de fundació recent, té un gran jaciment acheulià, a les ribes del riu Alagón.
El nucli és a la riba esquerra del riu Alagón. Cal destacar els nombrosos boscos de ribera que limiten amb el poble.

## Demografia
Les dades de població són les següents:
- 2002: 358 habitants
- 2005: 360 habitants
- 2008: 368 habitants
- 2011: 369 habitants
- 2014: 376 habitants

## Economia
El riu Alagón ha condicionat aquesta pedania en creixement i desenvolupament socioeconòmic, perquè té unes grans masses d'explotació agrària. A més, cal sumar-hi les indústries d'extracció d'àrids assentades en la marge del riu, la indústria de la construcció i el sector serveis.

## Transports
Una carretera local (Camí general n. 6 de la Confederació Hidrogràfica del Tajo) uneix el poble amb la carretera autonòmica EX-109.

## Serveis públics

### Educació
Al poble hi ha un col·legi públic d'educació infantil i primària, el CEIP San José Obrero.

### Sanitat
Compta amb un consultori local a la plaça d'Espanya.

## Patrimoni
L'església parroquial catòlica està sota l'advocació de Sant Josep Obrer, que depèn eclesiàsticament de la diòcesi de Còria-Càceres.
Dins del terme urbà de Racó del Bisbe s'aprecia un fort caràcter colonial perquè hi ha nombrosos edificis de façanes emblanquinades, que li aporten el blanc que va lluir en la seva fundació.

## Festivitats

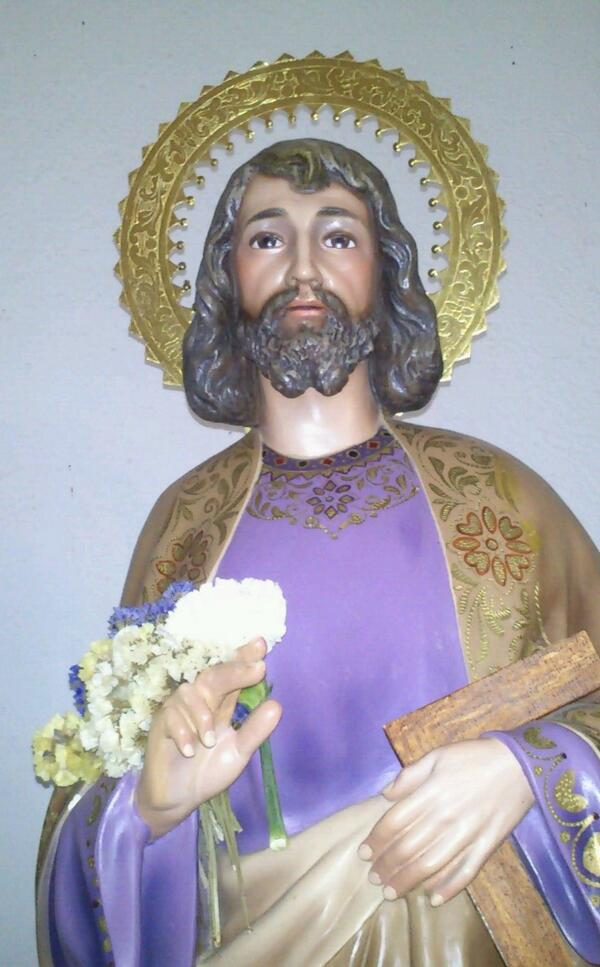
Imatge de Sant Josep Obrer de Rincón del Obispo.

- Sant Josep Obrer: En aquesta pedania se celebren al voltant de l'1 de maig les festes en honor de Sant Josep Obrer. Com és tradició cultural de la zona, les festes d'advocació a aquest sant que inspira tanta fe en els habitants del municipi, gira al voltant de la missa del dia 1. Al voltant d'aquest dia, les majordomes de Sant Josep ofereixen dolços típics i ponx, preparats prèviament, a la manera popular. Convé recordar el gran paper dels festejos taurins, a l'estil tradicional, amb un nombre variat de bestiar taurí, generalment bous.

Altres festivitats i actes són les de Sant Sebastià, el Festival de les flors de l'últim cap de setmana d'abril i el pessebre vivent al Nadal.